# 여자의 시대는 끝나지 않는다
"여자의 시대는 끝나지 않는다"는 1993년에 개봉한 대한민국의 영화이다.

## 캐스팅
- 홍여진
- 이정희
- 이철재
- 윤양하
- 김교순
- 윤혜신
- 오희찬
- 문미봉
- 정영국
- 서평석
- 박예숙
- 강보정
- 조허정